# Eugenio Alés Pérez
Eugenio Alés Pérez (Sevilla, 14 de febrero de 1935-Ibidem, 26 de octubre de 2004) fue un abogado y político español.

## Inicios políticos
Era licenciado en Derecho, Magisterio y Ciencias de la Empresa por la Universidad de Sevilla. Tras participar en dos ocasiones como miembro en la Junta de Gobierno del Colegio de Abogados de Sevilla, inició su carrera política en el año 1977 al ser elegido diputado por Sevilla en las elecciones generales dentro de las listas de la Unión de Centro Democrático.
En las Cortes Constituyentes intervino activamente en los debates constitucionales. Cabe destacar su participación en el proyecto de UCD de la abolición de la pena de muerte en la Constitución de 1978, con una enmienda a título personal al art. 15.
En 1978 fue nombrado consejero de Educación en el primer Gobierno preautonómico de Andalucía presidido por Plácido Fernández Viagas, cargo que compatibilizó con la concejalía del Ayuntamiento de Sevilla y el ejercicio de portavoz de la UCD, como diputado en la Diputación Provincial de Sevilla.
Tras la disolución de UCD en 1982, retomó su actividad como abogado en su despacho profesional en Sevilla. Posteriormente colaboraría en el proyecto del Partido Reformista Democrático conocido como Operación Roca, del que fue responsable provincial en Sevilla, encabezando la lista al congreso como número uno en dicha provincia. Ante el descalabro electoral del PRD dejaría la política definitivamente.
En reconocimiento a su etapa política y como destacado trianero, tras su fallecimiento en 2004 le fue concedida una plaza con su nombre en su barrio natal, sita junto al río Guadalquivir, el Puente de Isabel II y la calle Castilla donde nació.